# Erland Malmström
Erland Malmström, född 3 november 1791 i Vintrosa socken i Närke, död 23 juli 1842 i Säters stadsförsamling, var en svensk bokhållare och stadsfiskal.
Han var son till förvaltaren Carl Adolf Malmström (1764–1836) och hans första hustru Brita Maria Boström (född 1755) samt från 1827 gift med Maria Larsdotter (1805–1876). Makarna blev föräldrar till fem barn. Han var bror till bruksförvaltaren Ludvig Malmström samt halvbror till skalden Bernhard Elis Malmström och riksarkivarien Carl Gustaf Malmström.
Malmström kom att ingå i den grupp unga pojkar som fick sin utbildning vid Carl Adolf Muhrs brukskontor i Åtorp enligt utbildningsplanen i Muhrs brukskatekes som var en handledning Laxå contoir till minnes för bruksbetjänter. Malmström hade börjat som elev till Muhr redan under Muhrs tid på Ölsboda bruk och därefter var han en tid hos far på Laxå bruk. När fadern flyttade från Laxå 1815 stannade Erland Malmström kvar på bruket på Muhrs begäran. Han visade dock efter en tid att han var supig och slarvig och derför svår att göra folk af. Hans far har i bevarade brev som Carl Sahlin samlade på sig beskrivit att han ofta var bekymrad över denne son och hans stora  alkoholproblem. Efter två års tjänst är både Muhrs och Malmströms tålamod slut och Malmström lyckades 1818 få en inspektorsplats vid ett annat bruk. Efter tiden som bokhållare vid Laxå bruk var han anställd en kortare tid vid Yxe bruk han blev sedan erbjuden en tjänst som bokhållare vid Gravendals bruk där hans morbror Georg Boström var förvaltare. Han blev senare stadsfiskal i Säters stad.